# 普廖斯
57°27′N 41°30′E / 57.450°N 41.500°E
普廖斯（俄语：Плёс）是俄羅斯伊萬諾沃州的一個城市，位於伊萬諾沃東北43公里的伏爾加河畔。2002年人口2,790人，2006年有2647名居民。

## 地理
普廖斯位于州府伊万诺沃东北约70千米处，伏尔加河河畔。伏尔加河在这里突破普廖斯-罗斯托夫冰碛。
普廖斯属于普里沃爾日斯克区，是俄罗斯最小的城市之一。

## 历史

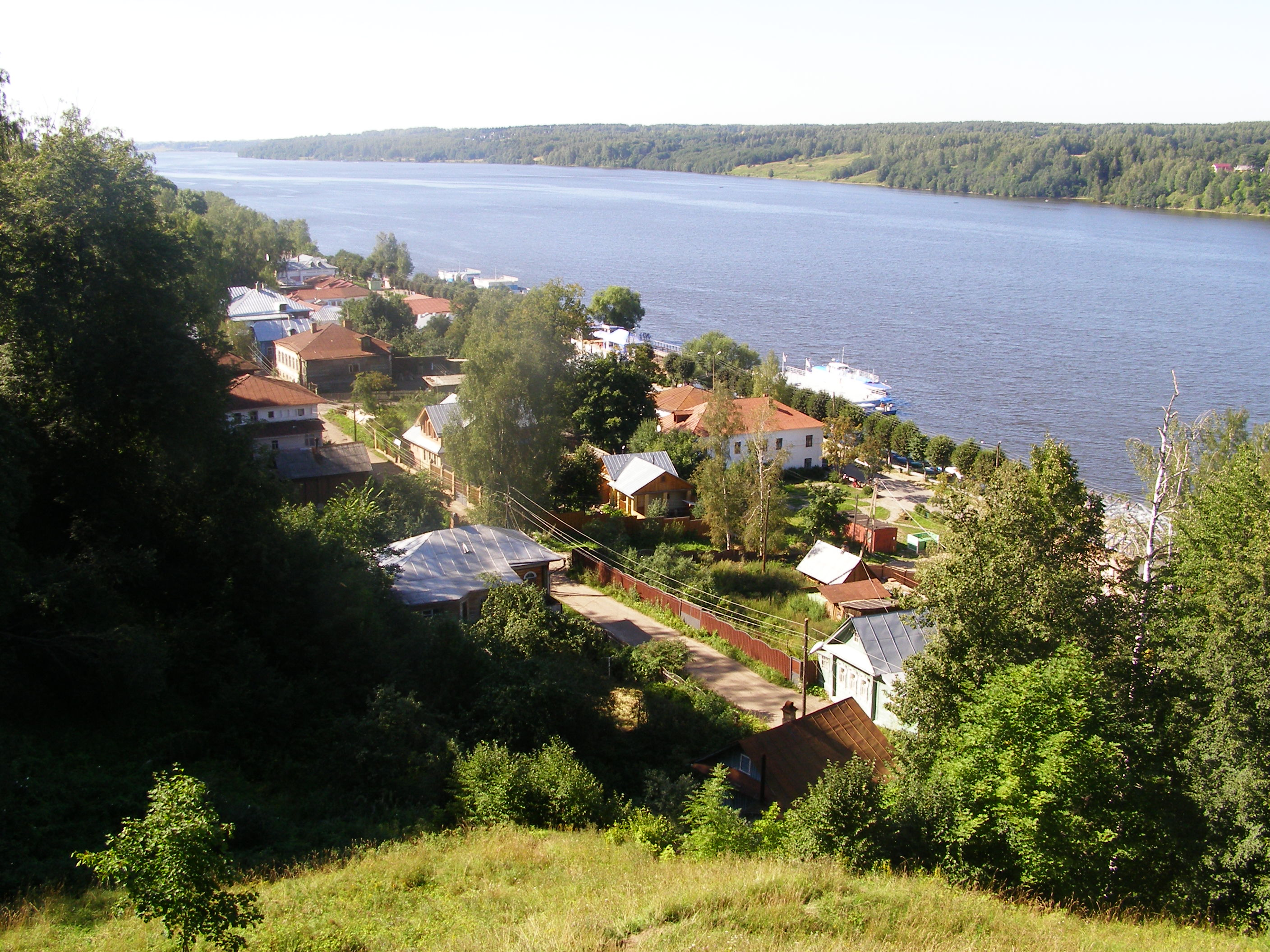
伏尔加河畔普廖斯

12世纪后半页有一份公文中提到在今天普廖斯的地方有一居民点。1237年拔都的军队摧毁了这个居民点。
1410年莫斯科大公瓦西里一世在这里建造了一座城堡来保护科斯特羅馬和莫斯科，这个日期今天被作为正式的建城时间。
17和18世纪里普廖斯成为一个尤其是麻布和其它布料的贸易中心。1778年它获得城市地位。
但是此后普廖斯的经济地位下降。1871年从莫斯科通往伊萬諾沃的铁路没有通过普廖斯，而是通过它南边的基涅什马。19世纪末尤其莫斯科的富人喜欢到普廖斯来避暑。
由于它人数太少了因此被降级为村（年代不详），但是1925年又重新获得了市的地位。
1925年建市。

### 人口发展
| 年   | 人      |
| ---- | ------- |
| 1897 | 2163 *  |
| 1939 | 3600 ** |
| 1959 | 4000 ** |
| 1979 | 4100 ** |
| 1989 | 4053 *  |
| 2002 | 2790 *  |
| 2006 | 2647    |

注：*人口普查数据；**人口普查数据（四舍五入）

## 文化和名胜

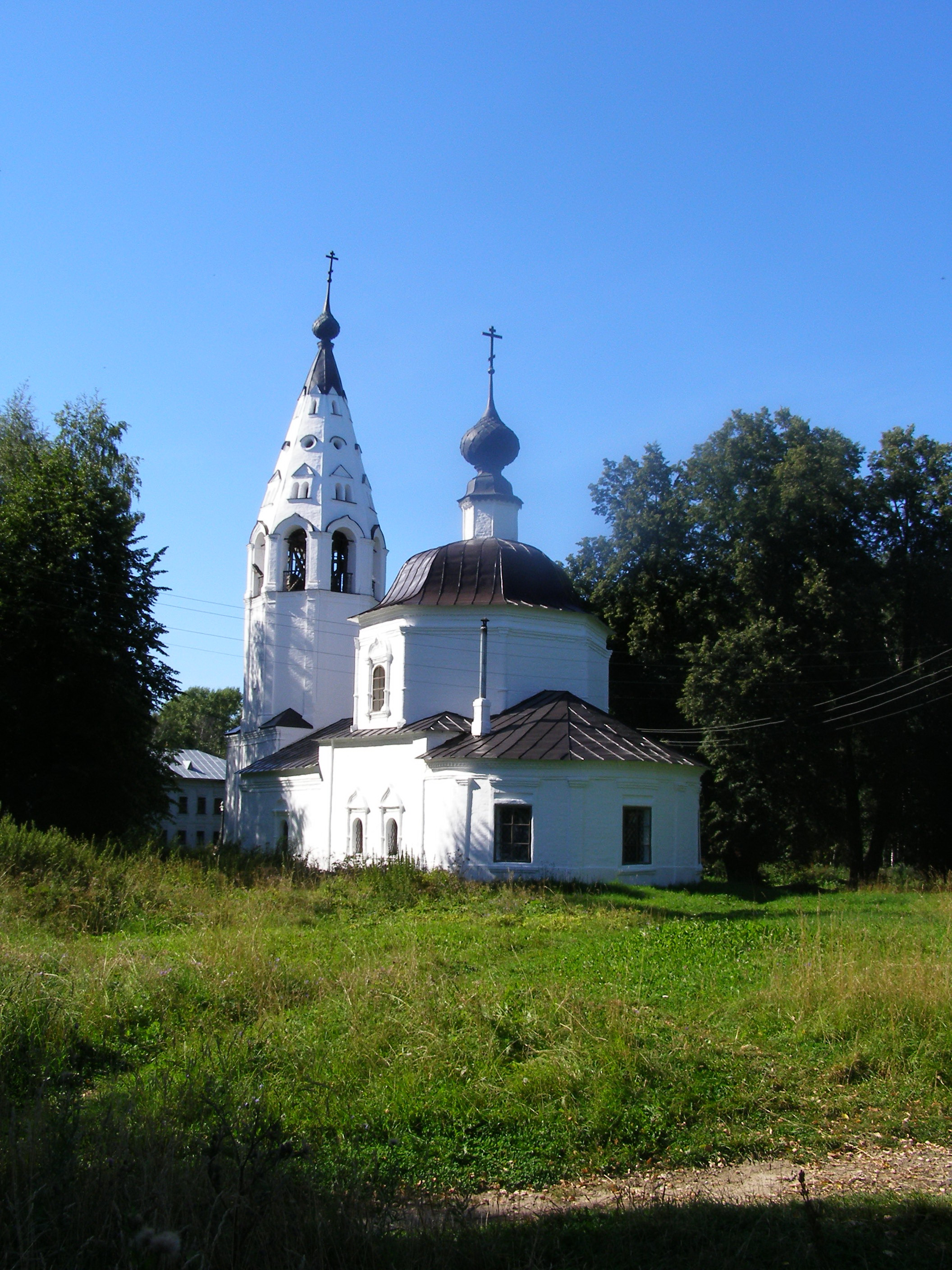
聖母安息主教座堂

普廖斯是伏尔加河畔保存最好的优美小城之一。整个城市受到保护。
聖母安息主教座堂（建于17世纪末、18世纪初，三圣一体教堂（Троицкая церковь）建于1808年，复活教堂（Воскресенская церковь）建于1817年，巴巴拉教堂（Варваринская церковь）建于1821年，其钟楼高达35米。此外市内还有许多18世纪末、19世纪初的石建筑保存下来。
市内有一城市博物馆和一个画廊。
尤其在夏季普廖斯有许多音乐会和戏剧表演。

## 经济和基础设施
普廖斯没有工业，它是一个空气疗养地和旅游胜地。伏尔加河上的游船在这里有停泊码头。普廖斯努力恢复自己20世纪初时的声誉。
离普廖斯最近的火车站位于西南约40千米的富爾馬諾夫，从那里有公路通往普廖斯。

## 名人
- 伊萨克·伊里奇·列维坦，画家，从1888年至1889年住在普廖斯
- 阿列克谢·孔德拉季耶维奇·萨伏拉索夫等画家和艺术家也曾拜访普廖斯。